# Distichlis spicata
Distichlis spicata  (лат.) — многолетнее травянистое растение; вид рода Distichlis семейства Злаки. Это одно из важных растений-пионеров, распространяющееся на малопригодных для жизни чрезвычайно глинистых и солёных почвах, часто в затопляемой полосе побережья.

## Распространение
Растение распространено в Западном полушарии, где произрастает на солончаковых почвах на морских побережьях и берегах солёных озёр. В Южной Америке встречается в основном в западной и южной части континента в странах, имеющих выход к морю: Боливии, Эквадоре, Перу, Аргентине, Чили и Уругвае. В Центральной Америке растёт в Белизе и Гватемале, а также на Кубе и Каймановых островах. В Северной Америке встречается почти повсеместно при наличии солончаковых почв и относительно высокой влажности, но особенно интенсивно в полосе приливов вдоль побережий Атлантического и Тихого океанов. Растение также часто встречается в западной половине США, где много водоёмов с солёной водой. Северная граница ареала проходит через Северо-Западные территории в Канаде и штат Мэн в США. В Тихом океане Distichlis spicata растёт на Гавайских островах.
Растёт в верхней части маршей, где образует обширные лужайки, часто смешанные вместе с Spartina patens. Помимо прочего, занимает депрессии (понижения рельефа), в которых после отлива задерживается морская вода и, испаряясь, оставляет неприемлемый для большинства растений толстый слой солей.

## Ботаническое описание
Многолетнее травянистое растение высотой 15—45 (обычно до 30) см, образующее плотные колонии на солончаковых почвах, преимущественно посредством корневища. Стебель прямой, реже стелющийся с образованием подземного побега (столона), жёсткий. Листья расположены в два ряда (двухрядные). Листовая пластинка обычно скручена в трубочку, длиной 2—6 см, шириной около 1—3 мм, колючая на ощупь. Соцветие — метёлка либо кисть (одиночный колосок), находится в терминальной части стебля, двудомное. Женские колоски похожи на мужские, но в целом более короткие. На каждом колоске развивается от 5 до 15 цветков длиной 6—10 мм. Корневище тонкое, но жёсткое, чешуйчатое, окрашено в беловатый цвет.

## Адаптации

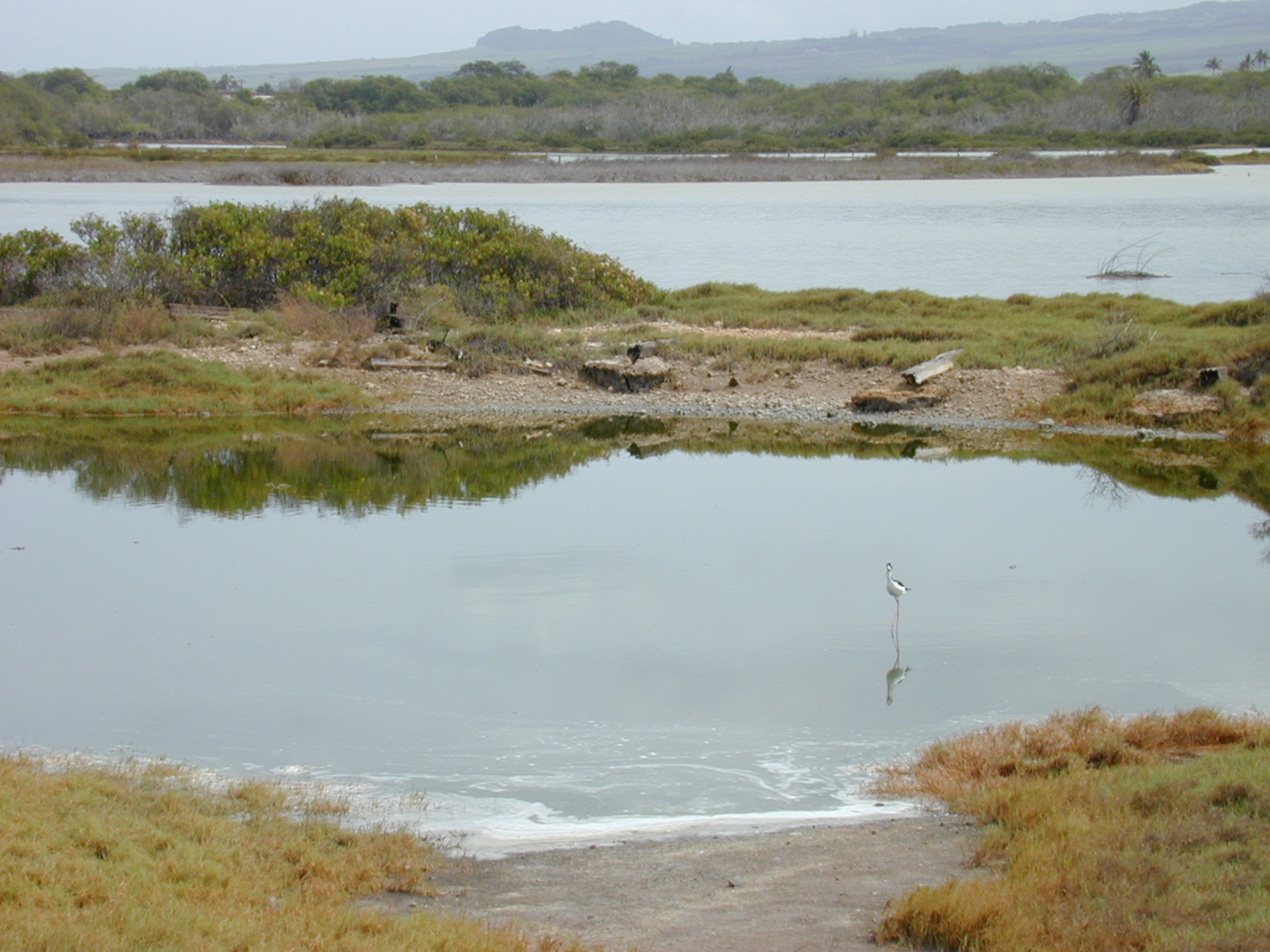
Берег пруда с доминированием Distichlis spicata. Заповедник Kanaha Pond State Wildlife Sanctuary, остров Мауи, Гавайи. В воде ходулочник

Растение выработало ряд адаптаций к выживанию в агрессивной среде. Острое корневище с многочисленными кремниевыми клетками в эпидермисе способствует его быстрому распространению в твёрдом грунте. В корнях, корневище, стебле и влагалище листа имеются пустоты (аэренхима), способствующие большему поступлению воздуха (дыханию) в периоды, когда растение погружено в воду и его нижняя часть испытывает недостаток кислорода.